# Blandine Lenoir
Blandine Lenoir es una actriz, guionista y realizadora francesa nacida el 22 de septiembre de 1973. En 2017 llevó a las pantallas 50 primaveras, una comedia agridulce protagonizada por Agnes Jaoui.

## Filmografía
| Año       | Título original                           | Título doblaje                | Trabajó como... | Trabajó como... | Trabajó como... | Papel                 | Notas                                |
| Año       | Título original                           | Título doblaje                | Directora       | Guionista       | Actriz          | Papel                 | Notas                                |
| --------- | ----------------------------------------- | ----------------------------- | --------------- | --------------- | --------------- | --------------------- | ------------------------------------ |
| 1991      | Carne                                     |                               | No              | No              | Sí              | Cynthia               | Cortometraje                         |
| 1992      | La maison verte                           |                               | No              | No              | Sí              | Sophie                | Cortometraje                         |
| 1995      | Le plus bel âge...                        |                               | No              | No              | Sí              | Blandine              |                                      |
| 1995      | Délit mineur                              |                               | No              | No              | Sí              | Corinne               | Cortometraje                         |
| 1997      | Jeunesse                                  |                               | No              | No              | Sí              | Lina                  |                                      |
| 1998      | Seul contre tous                          | Solo contra todos             | No              | No              | Sí              | La hija del carnicero |                                      |
| 1998      | L'histoire du samedi                      |                               | No              | No              | Sí              | Gaëlle                | Serie de televisión (1 episodio)     |
| 1999      | Haut les coeurs!                          |                               | No              | No              | Sí              | Enfermera             |                                      |
| 1999-2000 | Maigret                                   |                               | No              | No              | Sí              | Hélène / Lise         | Serie de televisión (2 episodios)    |
| 2000      | Le bois du Pardoux                        |                               | No              | No              | Sí              | Louise                | Telefilme                            |
| 2000      | Avec Marinette                            |                               | Sí              | Sí              | No              | -                     | Cortometraje                         |
| 2003      | Par amour                                 |                               | No              | No              | Sí              | La supervisora        | Telefilme                            |
| 2004      | Dans tes rêves                            |                               | Sí              | Sí              | Sí              | -                     | Cortometraje                         |
| 2004      | (Mon) Jour de chance                      |                               | No              | No              | Sí              | -                     | Cortometraje                         |
| 2005      | Sauf le respect que je vous dois          |                               | No              | No              | Sí              | Marie                 |                                      |
| 2005      | Rosa                                      |                               | Sí              | Sí              | Sí              | -                     | Cortometraje                         |
| 2005      | Engrenages                                | Espiral                       | No              | No              | Sí              | -                     | Serie de televisión (1 episodio)     |
| 2006      | Ma culotte                                |                               | Sí              | Sí              | No              | -                     | Cortometraje                         |
| 2006      | Pour de vrai                              |                               | Sí              | Sí              | No              | -                     | Cortometraje                         |
| 2007      | L'embrasement                             |                               | No              | No              | Sí              | -                     | Telefilme                            |
| 2007      | Louis Page                                |                               | No              | No              | Sí              | Enfermera del colegio | Serie de televisión (1 episodio)     |
| 2008      | Versailles                                | Versalles                     | No              | No              | Sí              | La asistenta social   |                                      |
| 2008      | Scénarios contre les discriminations      |                               | Sí              | No              | No              | -                     | Serie de televisión (1 episodio)     |
| 2009      | Bancs publics (Versailles rive droite)    |                               | No              | No              | Sí              | La colega             |                                      |
| 2009      | Ticket gagnant                            |                               | No              | No              | Sí              | La dueña del bar      | Telefilme                            |
| 2009      | Boulevard du Palais                       |                               | No              | No              | Sí              | Céline Couturier      | Serie de televisión (1 episodio)     |
| 2009      | Caméra de poche: Années 80/Mutants        |                               | Sí              | Sí              | No              | -                     | Miniserie de televisión (1 episodio) |
| 2010      | Monsieur l'abbé                           | Querido padre                 | Sí              | Sí              | Sí              | -                     | Cortometraje                         |
| 2013      | Tiger Lily, quatre femmes dans la vie     |                               | No              | No              | Sí              | Sarah Diefenthal      | Miniserie de televisión (1 episodio) |
| 2013      | Famille d'accueil                         |                               | No              | No              | Sí              | Señora Pérez          | Serie de televisión (1 episodio)     |
| 2013      | Fiodor Dream Dog: To Make It for Pleasure |                               | Sí              | No              | No              | -                     | Videoclip                            |
| 2014      | Ainsi soient-ils                          |                               | No              | No              | Sí              | Mujer del jurado      | Serie de televisión (1 episodio)     |
| 2014      | Zouzou                                    |                               | Sí              | Sí              | Sí              | Madre de Lisette      |                                      |
| 2015      | L'Amérique de la femme                    |                               | Sí              | Sí              | No              | -                     | Cortometraje                         |
| 2017      | Embrasse-moi!                             |                               | No              | No              | Sí              | Cécile                |                                      |
| 2017      | Aurore                                    | 50 primaveras                 | Sí              | Sí              | No              | -                     |                                      |
| 2019      | La vie scolaire                           | Los profesores de Saint-Denis | No              | No              | Sí              | Anne                  |                                      |
| 2022      | Annie colère                              | La indignada Annie            | Sí              | Sí              | No              | -                     |                                      |
| 2024      | Juliette au printemps                     | Juliette en primavera         | Sí              | Sí              | No              | -                     |                                      |

## Distinciones

### Premios
- Festival internacional del corto métrage de Clermont-Ferrand 2000 : Premio SACD del mejor primera película para Con Marinette
- Festival Lado Corto de Pantin 2000 : Gran Premio para Con Marinette
- Festival internacional del cine al femenino de Burdeos 2004 : Ola de oro del mejor corto métrage para En tus sueños
- Festival internacional del corto métrage de Clermont-Ferrand 2006 : Mejor actora para Rosa
- Festival Jean Carmet de Moulins 2006 : Mejor Joven esperanza femenina (Premio del Jurado)
- Festival Un puño es corto de Vaulx-en-Velin 2016 : Premio del público para América de la mujer

### Nominaciones
- Césars 2011 : César al mejor cortometraje para Querido padre.